# عقد (المخادر)

تعديل مصدري - تعديل

عقد هي إحدى قرى عزلة جبل عقد بمديرية المخادر التابعة لمحافظة إب، بلغ تعداد سكانها 561 نسمة حسب تعداد اليمن لعام 2004.